# Michelle Velzeboer
Pour les articles homonymes, voir Velzeboer.
Michelle Velzeboer est une patineuse de vitesse sur piste courte néerlandaise.

## Biographie
Elle est la nièce de Monique Velzeboer et Simone Velzeboer, la fille de Marc Velzeboer et la sœur de Xandra Velzeboer, toutes patineuses de vitesse sur piste courte ayant représenté leur pays en compétitions internationales.
Elle remporte le relais féminin aux Championnats du monde de patinage de vitesse sur piste courte 2024 aux côtés de Selma Poutsma, Yara van Kerkhof et sa sœur Xandra Velzeboer.